# کیوکو کازاما
کیوکو کازاما (انگلیسی: Kyōko Kazama؛ زاده ۱۲ ژانویهٔ ۱۹۷۴) یک بازیگر پورنوگرافی اهل ژاپن است.